# Ischiocentra monteverdensis
Ischiocentra monteverdensis là một loài bọ cánh cứng trong họ Cerambycidae.